# گابریلیه مائینتی
گابریلیه مائینتی (ایتالیایی: Gabriele Mainetti؛ زادهٔ ۷ نوامبر ۱۹۷۶) کارگردان فیلم، بازیگر، فیلم‌نامه‌نویس، آهنگساز و تهیه‌کننده اهل ایتالیا است.
از فیلم‌ها یا مجموعه‌های تلویزیونی که وی در آن‌ها نقش داشته‌است، می‌توان به به من می‌گویند جیگ و قتل اشاره نمود.